# Feria Mix
Feria Mix, originalmente Feria del Disco, fue una cadena chilena de disquerías, que además ofrecía libros, películas y videojuegos. Fue fundada en 1956 en Santiago de Chile, y cerró en 2014 tras su declaración en quiebra.

## Historia
Los primeros indicios de Feria del Disco aparecen en 1956, cuando Marta González Marnich decide instalar un puesto de venta de discos al interior de la tienda de electrodomésticos de su esposo, Humberto de la Fuente, ubicada en el centro de Santiago. Fue una de las primeras tiendas de música en Chile bajo el formato de autoservicio, ofreciendo los discos de manera directa a los consumidores en anaqueles y cajas. González, en aquel entonces con 24 años, contactaba personalmente a EMI Odeon y RCA Victor, los sellos discográficos más importantes de la época en Chile, para armar el negocio, y también ofrecía discos fuera de catálogo o que los sellos de la época rompían para fabricar nuevos títulos, lo que fue considerado como una innovación en la forma de vender música en aquel período.
Poco tiempo después de iniciar la venta de discos, el matrimonio De la Fuente-González abrió dos tiendas de música: Rochelle (ubicado en calle Monjitas) y Rapsodia (ubicada en la calle San Antonio). Esta última se trasladaría posteriormente a la calle Ahumada y cambiaría de nombre, convirtiéndose en Feria del Disco.
Durante las décadas siguientes, Feria del Disco inaugura nuevos locales en Santiago, e incorpora la venta de nuevas tecnologías de sonido. A mediados de los años 1970 introdujo los casetes y dos décadas después se convierte en una de las primeras tiendas chilenas en ofrecer CD. Ante la masificación del CD, Feria del Disco dejó de vender casetes a inicios de los años 2000.
En 2006, con motivo de su quincuagésimo aniversario, Feria del Disco refundó sus tiendas, cambiando su nombre a Feria Mix, y añadiendo la venta de libros, videojuegos, entradas para conciertos y juegos de mesa. Dicha transición se completó en 2009, cuando la empresa abandonó definitivamente el nombre Feria del Disco.
Al momento de su cierre la venta de música representaba sólo el 20 % de los ingresos totales de Feria Mix, siendo superado por la venta de libros que integra el 25 % de las ganancias anuales. En 2009 los ingresos totales de Feria Mix alcanzaron los 60 millones de dólares.
Hasta su cese de actividades en enero de 2014, la empresa tenía 23 locales a través del país; la empresa llegó a tener 52 tiendas, las cuales comenzaron a cerrar desde el 2000.

### Debacle y cierre
Debido a pérdidas que datan desde 2008, Feria del Disco, cambió su nombre y rubro por el de Feria Mix. Esto llevó una pérdida de $1.378 millones de pesos y un Ebitda de CLP 2 millones, en 2009. En los años siguientes la empresa trató de revertir los números, logrando pérdidas de CLP 728 millones para 2010, CLP 429 millones en 2011 y CLP 172 millones para 2012, respectivamente. El Ebitda de 2012 ascendió a $ 1.449 millones.
Se realizaron distintas medidas para revocar la situación de pérdida, como cerrar locales, bajar el crecimiento, entre otros. Para 2013, los intentos fueron infructuosos para lograr un acuerdo con sus proveedores, así también fueron para renegociar con los centros comerciales, donde se ubicaban sus locales. Entre enero y noviembre de 2013, las deudas llegaron a CLP 2500 millones de pesos, adeudando un total de CLP 7600 millones, de los cuales CLP 3.591 millones eran adeudados a proveedores, CLP 1.364 millones a bancos, y CLP 2.166 millones a relacionados.
Debido a la acumulación de deudas, más el cambio de la industria musical en los últimos años, con el boom de las descargas desde internet, tanto legales como ilegales, y el no adaptarse a los nuevos tiempos, llevaron a que el 28 de enero de 2014, la empresa se declarase en quiebra, anunciando el cierre definitivo de sus locales. Dicho cierre también afectó a sus divisiones de ticketera (Feria Ticket), los cuales pasaron a manos de Ticketek y su sello discográfico (Feria Music), el cual le adeudaba a lo menos 1 año de regalías a algunos músicos.[cita requerida]
En noviembre de 2014 se realizó la subasta pública de los artículos que eran vendidos por Feria Mix.

## Divisiones
- FeriaMix, venta de discos y vinilos de música, libros y videos juegos.
- FeriaTicket, venta de entradas a eventos.
- Feria Music, sello discográfico.